# Big Man
Big Man egentligen Frederick Foswell, är en av de första skurkarna som Spindelmannen mötte i seriens barndom. I sina första framträdanden jobbade Enforcers för honom. Big Man är egentligen journalist på tidningen Daily Bugle och hans egentliga namn är Frederick Foswell.
När Foswell uppträdde som Big Man använde han en röstförvrängare, skor med jättehöga sulor vilket fick honom att se mycket längre ut än vad han egentligen var, en grå mask så att ingen kunde se vem han var, en hatt och en stor jacka.
Big Man har inga särskilda krafter men han är mycket skicklig i användandet av pistoler, något som dock inte stoppade Spindelmannen från att besegra honom. Efter avtjänat fängelsestraff återupptog Foswell arbetet på Daily Bugle, eftersom chefredaktören J. Jonah Jameson trodde sig få bra PR om han visade sig som en förlåtande man.
I Amazing Spider-Man #51 övertalar Kingpin Frederick att fortsätta sin brottsliga bana. Frederick börjar jobba med Kingpin och ska kidnappa Jameson. Det är även tänkt att Foswell skall döda honom men Foswell hindras av samvetskval, eftersom det var Jameson som gav honom jobbet åter efter fängelsetiden. Kingpins vakter skjuter sedan han räddar Jameson men då kommer några av Kingpins vakter. Det blir en vilt skjutande och i slutet så blir Foswell skjuten. Man får inte veta så mycket om Foswells familj men man får veta att han hade en dotter som hette Janice (som blev den andra Big Man).

## Big Man återuppstår
Ett tag efter den förste Big Mans död återuppstod figuren i tidningarna Marvel Team-Up nummer 39 och 40. Den andre Big Man var dottern till den förste Big Man, Janice Foswell. Janice hade en pojkvän som hette Nick Lewis JR som också var den andra Crime Master. De två ville hämnas Spindelmannen på grund av deras fäders död (trots att Spindelmannen var oskyldig till deras död). Men varken Janice eller Nick känner till varandras planer och de jobbar båda utan att veta vem den andra är. Big Man fungerar som ledare och ger order, men Crime Master tröttnar slutligen på alla order och skjuter Big Man. Spindelmannen kommer och besegrar honom och avmaskerar både Big Man och Crime Master. Nick ser då att det är hans flickvän som han just dödat och han blir helt förkrossad. Det var slutet för den andra Big Man.
Janice hade samma sorts dräkt som den gamla Big Man och hon hade heller inga superkrafter men liksom sin far var hon var bra på att använda pistoler.